# Juan H White Airport
Juan H White Airport är en flygplats i Colombia.   Den ligger i departementet Antioquía, i den norra delen av landet, 400 km norr om huvudstaden Bogotá. Juan H White Airport ligger 54 meter över havet.
Terrängen runt Juan H White Airport är platt. Runt Juan H White Airport är det ganska glesbefolkat, med 47 invånare per kvadratkilometer. Närmaste större samhälle är Caucasia, 2,1 km norr om Juan H White Airport. Omgivningarna runt Juan H White Airport är en mosaik av jordbruksmark och naturlig växtlighet.